# دیوید ناجنت
دیوید ناجنت (به انگلیسی: David Nugent) بازیکن فوتبال زادهٔ ۲ مه ۱۹۸۵ اهل کشور انگلستان است که سابقهٔ بازی در تیم ملی فوتبال انگلستان را در کارنامهٔ خود دارد. وی در تاریخ ۲۸ مارس ۲۰۰۷ تنها بازی ملی خود را در مقابل تیم ملی فوتبال آندورا انجام داد.
این بازیکن توانسته در این بازی ملی، ۱ گل به ثمر برساند.